# David Leonard Clarke
David Leonard Clarke, född 1937, död 1976), var en arkeolog från Kent i England. Han studerade vid Peterhouse i Cambridge och blev där en så kallad fellow 1966. Hans forskning om analytisk arkeologi i slutet av 1960-talet hade stor påverkan på europeisk arkeologi. Clarke visade betydelsen av systemteorier, kvantifiering och vetenskapliga tankegångar i arkeologin. Han knöt också band mellan arkeologin och ekologin, geografin, och antropologin, och var en pionjär inom processuell arkeologi. Clarke blev aldrig fullt accepterad av hierarkin vid Cambridge, men var omtyckt av sina studenter for sin jordnära, inkluderande attityd mot dem.